# 森特波特 (紐約州)
森特波特（英語：Centerport）是位於美國紐約州薩福克縣的普查規定居民點。

## 人口
根據2020年美國人口普查的數據，森特波特的面積為9.44平方千米，當中陸地面積為5.73平方千米，而水域面積為3.71平方千米。當地共有人口5822人，而人口密度為每平方千米616.74人。